# هری چادویک (بازیکن فوتبال)
هری چادویک (انگلیسی: Harry Chadwick؛ ۲۵ ژانویه ۱۹۱۹ – ۲ دسامبر ۱۹۸۷) بازیکن فوتبال اهل بریتانیا بود.
از باشگاه‌هایی که در آن بازی کرده‌است می‌توان به باشگاه فوتبال گریمزبی تاون و باشگاه فوتبال ترانمره راورز اشاره کرد.